# Copa
Genre
Copa est un genre d'araignées aranéomorphes de la famille des Corinnidae.

## Distribution
Les espèces de ce genre se rencontrent en Afrique subsaharienne, au Sri Lanka et en Australie.

## Liste des espèces
Selon World Spider Catalog (version 23.0, 20/03/2022) :
- Copa annulata Simon, 1896
- Copa flavoplumosa Simon, 1886
- Copa kabana Raven, 2015
- Copa kei Haddad, 2013
- Copa lineata Simon, 1903
- Copa sakalava Pett, 2022
- Copa spinosa Simon, 1896

## Systématique et taxinomie
Ce genre a été décrit par Simon en 1886 dans les Drassidae.

## Publication originale
- Simon, 1886 : « Études arachnologiques. 18e Mémoire. XXVI. Matériaux pour servir à la faune des Arachnides du Sénégal. (Suivi d'une appendice intitulé: Descriptions de plusieurs espèces africaines nouvelles). » Annales de la Société Entomologique de France, sér. 6, vol. 5, p. 345-396 (texte intégral).